# Cicurina troglobia
Espèce
Cicurina troglobia est une espèce d'araignées aranéomorphes de la famille des Cicurinidae.

## Distribution
Cette espèce est endémique du Texas aux États-Unis,. Elle se rencontre dans le comté de Bell dans la grotte Seven Mile Mountain Cave.

## Description
La carapace de la femelle holotype mesure 2,15 mm de long sur 1,5 mm et l'abdomen 2,85 mm de long sur 1,6 mm. Cette araignée est anophtalme.
La femelle décrite par Paquin et Dupérré en 2009 mesure 4,32 mm.

## Systématique et taxinomie
Cette espèce a été décrite par Cokendolpher en 2004.

## Étymologie
Son nom d'espèce lui a été donné en référence à son habitat.

## Publication originale
- Cokendolpher, 2004 : « Notes on troglobitic Cicurina (Araneae: Dictynidae) from Fort Hood, Texas, with description of another new species. » Texas Memorial Museum Speleological Monograph, no 6, p. 59-62.